# Koreoxyomus koreanus
Koreoxyomus koreanus är en skalbaggsart som beskrevs av Kim 1996. Koreoxyomus koreanus ingår i släktet Koreoxyomus och familjen Aphodiidae. Inga underarter finns listade i Catalogue of Life.